# 高円宮杯第22回全日本ユース(U-15)サッカー選手権大会
高円宮杯第22回全日本ユース(U-15)サッカー選手権大会（たかまどのみやはい だい22かい ぜんにほんユース（アンダー15）サッカーせんしゅけんたいかい）は、高円宮杯全日本ユース(U-15)サッカー選手権大会の2010年度の大会である。2010年12月19日から12月29日にかけて開催され、名古屋グランパスU-15が11年ぶり2回目の優勝を果たした。

## 出場チーム
| 地区   | 枠 | 出場チーム                        | 出場          |                                  | 地区   | 枠                                  | 出場チーム                     | 出場   |
| ------ | -- | --------------------------------- | ------------- | -------------------------------- | ------ | ----------------------------------- | ------------------------------ | ------ |
| 北海道 | 3  | コンサドーレ札幌ユースU-15        | 3年連続8回目  |                                  | 北信越 | 2                                   | グランセナ新潟FCジュニアユース | 初出場 |
| 北海道 | 3  | SSSジュニアユース                 | 3年ぶり7回目  | アルビレックス新潟ジュニアユース | 北信越 | 2                                   | 4年連続4回目                   |        |
| 北海道 | 3  | アンフィニMAKI.FC                 | 2年連続3回目  | 関西                             | 5      | 京都サンガF.C. U-15                 | 5年連続12回目                  |        |
| 東北   | 3  | ベガルタ仙台ジュニアユース        | 3年連続6回目  | 関西                             | 5      | 神戸FCジュニアユース普及部          | 20年ぶり2回目                  |        |
| 東北   | 3  | JFAアカデミー福島                 | 2年連続2回目  | 関西                             | 5      | 宇治FCジュニアユース                | 6年ぶり2回目                   |        |
| 東北   | 3  | 東北学院中学校                    | 初出場        | 関西                             | 5      | ヴィッセル神戸ジュニアユース        | 4年連続5回目                   |        |
| 関東   | 6  | 大宮アルディージャジュニアユース  | 2年ぶり3回目  | 関西                             | 5      | セレッソ大阪U-15                    | 3年連続6回目                   |        |
| 関東   | 6  | 東京ヴェルディジュニアユース      | 4年連続15回目 | 中国                             | 3      | サンフレッチェ広島F.Cジュニアユース | 3年ぶり8回目                   |        |
| 関東   | 6  | 横浜F・マリノスジュニアユース     | 5年ぶり5回目  | 中国                             | 3      | サンフレッチェ常石FC                | 2年連続2回目                   |        |
| 関東   | 6  | 浦和レッズジュニアユース          | 2年連続4回目  | 中国                             | 3      | クレフィオ山口FC                    | 2年連続3回目                   |        |
| 関東   | 6  | 横浜F・マリノスジュニアユース追浜 | 2年連続8回目  | 四国                             | 2      | 愛媛FCジュニアユース                | 3年連続5回目                   |        |
| 関東   | 6  | FC東京U-15むさし                  | 3年ぶり3回目  | 四国                             | 2      | 徳島ヴォルティスジュニアユース      | 2年連続10回目                  |        |
| 東海   | 4  | 清水エスパルスジュニアユース      | 2年ぶり10回目 | 九州                             | 4      | FC. NEO JUNIOR YOUTH                | 初出場                         |        |
| 東海   | 4  | ACNジュビロ沼津                   | 初出場        | 九州                             | 4      | アビスパ福岡U-15                    | 2年連続8回目                   |        |
| 東海   | 4  | 名古屋FC                          | 5年ぶり5回目  | 九州                             | 4      | セレソン都城FC                      | 初出場                         |        |
| 東海   | 4  | 名古屋グランパスU-15              | 4年連続8回目  | 九州                             | 4      | 日章学園中学校                      | 3年ぶり3回目                   |        |

## 競技方式
- 大会はトーナメント方式で開催される。
- 試合は40分ハーフで行われ、決着がつかない場合は10分ハーフの延長戦を行い、それでも決着がつかない場合はPK戦により勝利チームを決定する。

## 日程・結果

### 1回戦
| 2010年12月19日 09:00 |

| 京都サンガF.C. U-15                              | 3 - 0 | セレソン都城FC |
| 岩元颯オリビエ 4分 · 奥川雅也 66分 · 樋口総 76分 |       |                |

| 堺NTC 天然芝フィールド【S2】 観客数: 300人 主審: 正木貴光 |

| 2010年12月19日 12:20 |

| 東京ヴェルディジュニアユース                                  | 5 - 2 | アルビレックス新潟ジュニアユース   |
| 高木大輔 19分, 38分 · 山口陽一朗 63分 · 野田紘暉 66分, 80+2分 |       | 石附航 51分 · 廣澤拓哉 79分 (pen.) |

| 堺NTC 天然芝フィールド【S2】 観客数: 400人 主審: 山本弘之 |

| 2010年12月19日 11:00 |

| SSSジュニアユース                  | 3 - 0 | 東北学院中学校 |
| 齋藤貴裕 5分 · 井口裕太 50分, 56分 |       |                |

| 大分スポーツ公園だいぎんサッカー・ラグビー場 観客数: 200人 主審: 後藤樹明 |

| 2010年12月19日 13:20 |

| 宇治FCジュニアユース         | 2 - 0 | FC. NEO JUNIOR YOUTH |
| 田多英照 9分 · 森雅貴 40+1分 |       |                      |

| 大分スポーツ公園だいぎんサッカー・ラグビー場 観客数: 300人 主審: 引地弘幸 |

| 2010年12月19日 13:20 |

| 清水エスパルスジュニアユース                  | 3 - 0 | 日章学園中学校 |
| 中村大我 43分 · 鈴木聖矢 59分 · 北川航也 79分 |       |                |

| 名古屋市港サッカー場 観客数: 450人 主審: 小崎直哉 |

| 2010年12月19日 11:00 |

| アンフィニMAKI.FC   | 2 - 4 | JFAアカデミー福島                                             |
| 吉田光希 76分, 80分 |       | 金子翔太 27分 · 浅岡大貴 37分 · 前田拓海 43分 · 平岡将豪 72分 |

| 名古屋市港サッカー場 観客数: 450人 主審: 影山大祐 |

| 2010年12月19日 14:00 |

| セレッソ大阪U-15 | 0 - 4 | 横浜F・マリノスジュニアユース追浜            |
|                  |       | 上野海 4分 · 田中健太 36分, 65分 · 武颯 46分 |

| 堺NTC 天然芝フィールド【S5】 観客数: 50人 主審: 野村修 |

| 2010年12月19日 10:40 |

| 徳島ヴォルティスジュニアユース | 1 - 4 | サンフレッチェ広島F.Cジュニアユース               |
| 林壮太 80+3分                  |       | 浅海亮磨 10分, 60分 · 川辺駿 19分 · 宮原和也 38分 |

| 堺NTC 天然芝フィールド【S3】 観客数: 300人 主審: 辻本征浩 |

| 2010年12月19日 11:00 |

| コンサドーレ札幌U-15            | 3 - 2 | アビスパ福岡U-15           |
| 國分将 24分, 44分 · 蒲生幹 43分 |       | 石井大雅 5分 · 高島唯 69分 |

| 大分市営陸上競技場 観客数: 390人 主審: 河野紘祐 |

| 2010年12月19日 13:20 |

| サンフレッチェ常石FC | 0 - 3 | 横浜F・マリノスジュニアユース               |
|                      |       | 深澤知也 11分 · 加瀬裕太 41分 · 早坂翔 72分 |

| 大分市営陸上競技場 観客数: 300人 主審: 緒方孝浩 |

| 2010年12月19日 12:20 |

| 愛媛FCジュニアユース | 0 - 8 | 名古屋グランパスU-15                                                                      |
|                      |       | 北川柊斗 7分, 44分, 53分 · 桜井昴 9分 · 石川大貴 14分 · 森勇人 62分, 69分 · 曽雌大介 74分 |

| 堺NTC 天然芝フィールド【S4】 観客数: 500人 主審: 金野晋 |

| 2010年12月19日 09:00 |

| FC東京U-15むさし                                     | 4 - 0 | ベガルタ仙台ジュニアユース |
| 青木啓輔 3分, 17分 · 小林翔之 38分 · 佐々木渉 80+1分 |       |                            |

| 堺NTC 天然芝フィールド【S4】 観客数: 312人 主審: 松井健太郎 |

| 2010年12月19日 10:40 |

| グランセナ新潟FCジュニアユース | 0 - 1 | 神戸FCジュニアユース |
|                                |       | 有馬幸祐 42分        |

| 堺NTC 天然芝フィールド【S5】 観客数: 90人 主審: 福田幸夫 |

| 2010年12月19日 14:00 |

| 浦和レッズジュニアユース                              | 5 - 1 | 名古屋FC      |
| 進昂平 2分 · 木所和樹 4分 · 柳下大樹 10分, 13分, 63分 |       | 加藤優汰 35分 |

| 堺NTC 天然芝フィールド【S3】 観客数: 500人 主審: 藤原正明 |

| 2010年12月19日 13:20 |

| ACNジュビロ沼津 | 1 - 2 | ヴィッセル神戸ジュニアユース |
| 鈴木京佑 40分   |       | 藤本裕豪 6分, 79分           |

| 瑞穂陸上競技場 観客数: 300人 主審: 土井貴弘 |

| 2010年12月19日 11:00 |

| クレフィオ山口FC | 0 - 5 | 大宮アルディージャジュニアユース                                    |
|                  |       | 大山啓輔 25分 · 小沢佑太 27分, 80+1分 · 50分 (o.g.) · 髙山和真 78分 |

| 瑞穂陸上競技場 観客数: 250人 主審: 上村篤史 |

### 2回戦
| 2010年12月23日 11:00 |

| 京都サンガF.C. U-15                                            | 4 - 3 | 東京ヴェルディジュニアユース                |
| 平山悠大 44分 · 岩元颯オリビエ 55分 · 樋口総 61分, 72分 (pen.) |       | 安西幸輝 36分 · 秋田翼 68分 · 高木大輔 75分 |

| 堺NTC メインフィールド【S1】 観客数: 200人 主審: 大内隆 |

| 2010年12月23日 11:00 |

| SSSジュニアユース | 0 - 4 | 宇治FCジュニアユース                                       |
|                   |       | 西川輝 3分 · 山本崚太 70分 · 伊藤寛生 79分 · 金井雄哉 80分 |

| 堺NTC 天然芝フィールド【S5】 観客数: 200人 主審: 高階章一 |

| 2010年12月23日 11:00 |

| 清水エスパルスジュニアユース  | 2 - 0 | JFAアカデミー福島 |
| 鈴木聖矢 25分 · 北川航也 50分 |       |                   |

| 大分スポーツ公園だいぎんサッカー・ラグビー場 観客数: 320人 主審: 大野高洋 |

| 2010年12月23日 13:20 |

| 横浜F・マリノスジュニアユース追浜 | 2 - 1 | サンフレッチェ広島F.Cジュニアユース |
| 田中健太 42分, 80+2分             |       | 浅海亮磨 51分                       |

| 徳島市球技場 観客数: 200人 主審: 西山貴生 |

| 2010年12月23日 13:20 |

| コンサドーレ札幌U-15 | 1 - 1 | 横浜F・マリノスジュニアユース |
| 國分将 17分          |       | 深澤知也 59分                 |

| 堺NTC 天然芝フィールド【S5】 観客数: 100人 主審: 山本弘之 |

|                                 |       | PK戦                                           |  |
| 前寛之 蒲生幹 岡田洋平 倉持卓史 | 3 – 5 | 山中城之介 深澤知也 田中郁也 佐藤祐太 榎本拓也 |  |

| 2010年12月23日 11:00 |

| 名古屋グランパスU-15 | 1 - 0 | FC東京U-15むさし |
| 伊藤昌記 69分        |       |                  |

| 徳島市球技場 観客数: 200人 主審: 佐伯彰宣 |

| 2010年12月23日 13:20 |

| 神戸FCジュニアユース | 0 - 1 | 浦和レッズジュニアユース |
|                      |       | 進昂平 4分               |

| 堺NTC メインフィールド【S1】 観客数: 100人 主審: 西面浩輔 |

| 2010年12月23日 13:20 |

| ヴィッセル神戸ジュニアユース | 1 - 0 (延長戦) | 大宮アルディージャジュニアユース |
| 小西智貴 83分                |                |                                  |

| 大分スポーツ公園だいぎんサッカー・ラグビー場 観客数: 240人 主審: 河野紘祐 |

### 準々決勝
| 2010年12月25日 11:00 |

| 京都サンガF.C. U-15                                             | 5 - 0 | 宇治FCジュニアユース |
| 岩元颯オリビエ 18分, 33分, 55分 · 奥川雅也 45分 · 大西勇輝 79分 |       |                      |

| 名古屋市港サッカー場 観客数: 400人 主審: 上田益也 |

| 2010年12月25日 11:00 |

| 清水エスパルスジュニアユース  | 2 - 2 | 横浜F・マリノスジュニアユース追浜 |
| 北川航也 46分 · 宮本航汰 53分 |       | 武颯 13分 · 佐藤翔輝 21分         |

| 瑞穂陸上競技場 観客数: 250人 主審: 塚田智宏 |

|                                                                     |       | PK戦                                                      |  |
| 中村大我 北川航也 宮本航汰 柳沢拓弥 鈴木聖矢 菊池涼 粟冠陸 森主麗司 | 5 – 6 | 橋本知幸 宮野剛 鬼丸敬 新里涼 田中健太 上野海 中村凌 武颯 |  |

| 2010年12月25日 13:20 |

| 横浜F・マリノスジュニアユース | 0 - 2 | 名古屋グランパスU-15          |
|                               |       | 森勇人 40+1分 · 北川柊斗 43分 |

| 瑞穂陸上競技場 観客数: 410人 主審: 日高晴樹 |

| 2010年12月25日 13:20 |

| 浦和レッズジュニアユース | 1 - 2 | ヴィッセル神戸ジュニアユース    |
| 齋藤一穂 61分            |       | 藤本裕豪 27分 · 小西智貴 80+4分 |

| 名古屋市港サッカー場 観客数: 200人 主審: 藤田稔人 |

### 準決勝
| 2010年12月27日 11:00 |

| 京都サンガF.C. U-15               | 3 - 1 (延長戦) | 横浜F・マリノスジュニアユース追浜 |
| 奥川雅也 16分, 82分 · 杉田新 90分 |                | 田中健太 55分                     |

| 国立西が丘サッカー場 観客数: 492人 主審: 岡宏道 |

| 2010年12月27日 13:20 |

| 名古屋グランパスU-15          | 2 - 0 | ヴィッセル神戸ジュニアユース |
| 石川大貴 38分 · 伊藤昌記 72分 |       |                              |

| 国立西が丘サッカー場 観客数: 594人 主審: 今村亮一 |

### 決勝
| 2010年12月29日 11:30 |

| 名古屋グランパスU-15            | 2 - 0 | 京都サンガF.C. U-15 |
| 北川柊斗 45分 · 赤塚竜馬 80+3分 |       |                     |

| 国立霞ヶ丘競技場陸上競技場 観客数: 5,740人 主審: 今村義朗 |

## 最終成績
| 第22回高円宮杯U-15 優勝チーム      |
| ---------------------------------- |
| 名古屋グランパスU-15 11年ぶり2回目 |

| 得点王 |
| --- |
| 北川柊斗（名古屋グランパスU-15） 岩元颯オリビエ （京都サンガF.C. U-15） 田中健太 （横浜F.マリノスジュニアユース追浜） 5ゴール |